# Agdistis frankeniae
Agdistis frankeniae là một loài bướm đêm thuộc họ Pterophoridae. Nó được tìm thấy ở Xibia qua Trung Á, miền bắc một số vùng của châu Á và Bắc Phi dọc theo Địa Trung Hải và ở phía tây từ quần đảo Canaria đến miền nam Pháp.
Sải cánh dài khoảng 29 mm.
Ấu trùng ăn các loài Limonium minutum và Frankenia.